# Jovinianistas
Se llama jovinianistas a los sectarios de Joviniano, hereje que apareció a fines del IV y a principios del siglo V. Después de haber pasado algunos años bajo la dirección de San Ambrosio en un monasterio de Milán y en las prácticas de una vida muy austera, Joviniano se disgustó de ella y prefirió la libertad y los placeres de la ciudad de Roma a la santidad del claustro.
Para justificar su mudanza enseñó que la abstinencia y la sensualidad eran en sí mismas cosas indiferentes que sin consecuencias se podía usar de todas las carnes con tal que se hiciese con acción de gracias, que la virginidad no era un estado más perfecto que el matrimonio, que era falso que la Virgen hubiese quedado virgen después del parto, que de otro modo era necesario sostener con los maniqueos que Jesucristo no tenía más que una carne fantástica. Pretendía que los que habían sido regenerados por el bautismo no podían ya ser vencidos por el demonio, que como la gracia del bautismo es igual en todos los hombres y el principio de todos sus méritos, los que la conservasen gozarían en el cielo de una recompensa igual. Según San Agustín sostenía también como los estoicos que todos los pecados son iguales.
Joviniano tuvo en Roma muchos secuaces. Se vieron una multitud de personas que habían vivido hasta entonces en la continencia y en la mortificación renunciar a un género de vida que no creían bueno para nada, casarse y llevar una vida afeminada y voluptuosa y persuadirse que podían tenerla sin perder las recompensas que la religión nos promete. Joviniano fue condenado por el papa Siricio y por un concilio que tuvo San Ambrosio en Milán el ano 390.
San Jerónimo en sus escritos contra Joviniano, sostiene la perfección y el mérito de la virginidad con la vehemencia ordinaria de su estilo. Algunos se quejaron de que parecía condenar el estado del matrimonio. El santo doctor manifestó que se le comprendía mal y se explicó con más exactitud. Como han adoptado los protestantes una buena parte de los errores de Joviniano, han renovado el mismo cargo contra San Jerónimo. Han pretendido que se contradijo después de haber caído en un exceso pero desdecirse o retractarse cuando se reconoce que uno se ha expresado mal, no es una contradicción. 